# Пунктир
Пунктир (нім. punktieren — відзначати крапками, від лат. punctum — крапка) — переривчаста лінія, що складається з близько розташованих крапок. Іноді пунктиром також називають лінії, що складаються з рисок або поєднань крапок і рисок, що технічно невірно, тому що для таких ліній є власні назви. Лінії з пунктиром застосовуються у графіках та кресленнях.
В образотворчому мистецтві існує поняття пунктирна манера (іноді звана пунктиром) — вид гравюри на металі, різновид офорту.

## Приклади пунктиру
Лінія з крапок
∙∙∙∙∙∙∙∙∙∙∙∙∙∙∙∙∙∙∙∙∙∙∙∙∙∙∙∙∙∙∙∙∙∙∙∙∙∙∙∙∙∙∙∙∙∙∙∙ ∙∙∙∙∙∙∙∙∙∙∙∙∙∙∙∙∙∙∙∙∙∙∙∙∙∙∙∙∙∙∙∙∙∙∙∙∙∙∙∙∙∙∙∙∙∙∙∙ ∙∙∙∙∙∙∙∙∙∙∙∙∙∙
Рискова лінія
— — — — — — — — — — — — — — — — — — — — — — — —
Риско-крапкова лінія
— ∙ — ∙ — ∙ — ∙ — ∙ — ∙ — ∙ — ∙ — ∙ — ∙ — ∙ — ∙ — ∙ — ∙ — ∙ — ∙ — ∙ — ∙ — ∙ —
Рискова лінія з двома крапками
— ∙ ∙ — ∙ ∙ — ∙ ∙ — ∙ ∙ — ∙ ∙ — ∙ ∙ — ∙ ∙ — ∙ ∙ — ∙ ∙ — ∙ ∙ — ∙ ∙ — ∙ ∙ — ∙ ∙ — ∙ ∙ — ∙ ∙ —

## Пунктир у кресленнях
Відповідно до ГОСТ Росії 2.303-68 (пункт 2):
- Рискова лінія малюється рисками 2-8 мм з інтервалом 1-2 мм. Використовуються як лінії невидимого контуру; лінії переходу невидимі.
- Риско-крапкова тонка малюється рисками довжиною 5-30 мм та інтервалом 3-5 мм. Розмір крапки не регламентується. Товщина лінії щодо товщини основної лінії від {\displaystyle {\tfrac {S}{3}}} до {\displaystyle {\tfrac {S}{2}}} . Використовуються як лінії осьові та центрові; лінії перерізів, є осями симетрії для накладених або винесених перерізів.
- Риско-крапкова потовщена малюється рисками довжиною 3-8 мм та інтервалом 3-4 мм. Розмір крапки не регламентується. Товщина лінії щодо товщини основної лінії від {\displaystyle {\tfrac {S}{3}}} до {\displaystyle {\tfrac {2}{3}}S} . Використовуються як лінії, що позначають поверхні, що підлягають термообробці або покриттю; лінії для зображення елементів, розташованих перед січною площиною (накладена проекція).
- Рискова лінія з двома крапками тонка малюється рисками 5-30 мм та інтервалом 4-6 мм. Розмір крапок не регламентується. Товщина лінії по відношенню до товщини основної лінії від {\displaystyle {\tfrac {S}{3}}} до {\displaystyle {\tfrac {S}{2}}} . Використовуються як лінії згину на розгортках; лінії для зображення частин виробів у крайніх чи проміжних положеннях; лінії для зображення розгортки, поєднаної з видом